# Mineral El Teniente
Mineral El Teniente är en gruva i Chile.   Den ligger i provinsen Provincia de Cachapoal och regionen Región de O'Higgins, i den södra delen av landet, 80 km söder om huvudstaden Santiago de Chile. Mineral El Teniente ligger 3 588 meter över havet.
Terrängen runt Mineral El Teniente är bergig åt sydost, men åt nordväst är den kuperad. Mineral El Teniente ligger uppe på en höjd. Runt Mineral El Teniente är det mycket glesbefolkat, med 5 invånare per kvadratkilometer.. 
Trakten runt Mineral El Teniente är ofruktbar med lite eller ingen växtlighet.